# Tillitsnivå
En tillitsnivå (Level of Assurance, LoA) är en grad av säkerhet och tillförlitlighet. En högre tillitsnivå betyder en grad av säkerhet och tillförlitlighet.
Tillitsnivåer används för att klassificera svenska e-legitimationer i Myndigheten för digital förvaltning tillitsramverk för Svensk e-legitimation. De används även för att klassificera e-legitimering över landgränserna inom EU genom EU-förordningen eIDAS. Tillitsnivåerna skiljer sig åt mellan Sverige och EU men båda bygger på den internationella standarden ISO/IEC 29115.
Inom EU är det bara Grekland, Cypern, Rumänien och Sverige som inte har den högsta nivån för e-legitimationer. Den vanligaste godkända e-legitimationen i Sverige har den näst högsta tillitsnivån.